# Eucyclosis solomensis
Eucyclosis solomensis är en tvåvingeart som först beskrevs av Charles Howard Curran 1936.  Eucyclosis solomensis ingår i släktet Eucyclosis och familjen lövflugor. Inga underarter finns listade i Catalogue of Life.